# Fuck wit Dre Day (And Everybody’s Celebratin’)
Fuck wit Dre Day (And Everybody’s Celebratin’) (auch bekannt als Dre Day) ist ein Lied des US-amerikanischen Rappers und Musikproduzenten Dr. Dre, das er zusammen mit den Rappern Snoop Doggy Dogg und RBX sowie der Sängerin Jewell aufnahm. Der Song erschien am 15. Dezember 1992 auf seinem Debüt-Soloalbum The Chronic und wurde am 20. Mai 1993 als zweite Single aus diesem veröffentlicht.

## Inhalt
| Liedteil          | Künstler                   |
| 1. Strophe        | Dr. Dre                    |
| Interlude 1       | Dr. Dre                    |
| 2. Strophe        | Snoop Doggy Dogg           |
| Interlude 2       | RBX                        |
| 3. Strophe        | Dr. Dre & Snoop Doggy Dogg |
| Outro             | Snoop Doggy Dogg           |
| Hintergrundgesang | Jewell                     |

Fuck wit Dre Day (And Everybody’s Celebratin’) ist ein Disstrack, der sich hauptsächlich gegen den Rapper Eazy-E richtet, der vormals Teil von Dr. Dres Rapgruppe N.W.A. war und ihn um Geld für seine Produzententätigkeit betrogen haben soll. Dr. Dre rappt aus der Perspektive des lyrischen Ichs und richtet zahlreiche Beleidigungen und Gewaltandrohungen gegen Eazy-E. Dabei verwendet er diverse Kraftausdrücke und sexuelle Anspielungen. Die ehemalige Freundschaft habe sich in eine Feindschaft verwandelt und Eazy-E solle aufpassen, wenn er in Compton unterwegs sei. Snoop Doggy Dogg richtet seine Strophe derweil gegen den Rapper Tim Dog, der zuvor den Song Fuck Compton veröffentlicht hatte, in dem er Dr. Dre und N.W.A angriff. In der dritten Strophe wird der Rapper Uncle Luke, Mitglied der 2 Live Crew, gedisst. Dieser hatte zuvor das Lied Fakin’ like Gangstas veröffentlicht, in welchem er sich über N.W.A lustig machte.

“Make you bow down to the Row

Fuckin’ me, now I’m fuckin’ you, lil’ ho

Oh, don’t think I forgot, let you slide

Let me ride, just another homicide”

## Produktion
Das Lied wurde von Dr. Dre selbst produziert. Dabei verwendete er Samples der Songs Atomic Dog von George Clinton, (Not Just) Knee Deep von Funkadelic sowie Funkentelechy, The Big Bang Theory und Aqua Boogie (A Psychoalphadiscobetabioaquadoloop) von Parliament. Als Autoren sind neben Dr. Dre auch Snoop Doggy Dogg und Colin Wolfe angegeben.

## Musikvideo
Bei dem zu Fuck wit Dre Day (And Everybody’s Celebratin’) gedrehten Musikvideo führte Dr. Dre selbst Regie. Es verzeichnet auf YouTube über 20 Millionen Aufrufe (Stand: Mai 2024). Das Video zeigt eine Parodie des Rappers Eazy-E als „Sleazy-E“, der von A. J. Johnson gespielt wird. Zu Beginn geht er ins Büro von „Useless Records“ (Original: Ruthless Records), wo er mit dem Labelchef Jerry Heller, gespielt von Steve Berman (Geschäftsführer von Interscope Records), spricht. Dieser fordert ihn auf, weitere talentierte Rapper zu finden. Anschließend startet der Song und Dr. Dre und Snoop Doggy Dogg rappen in einer Lagerhalle, während Sleazy-E draußen verschiedene Männer anspricht und fragt, ob diese Rapper werden wollen. Daraufhin wird er von einer Gruppe Männer wegen seiner Anwerbeversuche verfolgt und flüchtet in einem Van. Schließlich stellt er seinem Labelchef zwei Männer, gespielt von Bushwick Bill und Warren G, als neue Rapper vor. Snoop Doggy Dogg rappt seine Strophe ebenfalls in der Lagerhalle zwischen tanzendem Publikum. Dr. Dre ist derweil mehrfach mit Schusswaffen in der Hand zwischen den tanzenden Menschen zu sehen. Uncle Luke von der 2 Live Crew wird ebenfalls kurz im Video parodiert. Am Ende steht Sleazy-E an einer Straße und hält ein Pappschild mit dem Schriftzug „Will Rap For Food“ in den Händen, bevor ein Hinweis eingeblendet wird, der die Fiktionalität des Videos betont.

## Single

### Covergestaltung
Das Singlecover ist schwarz-weiß gehalten und zeigt Dr. Dre, der eine Mütze trägt und den Betrachter von oben herab mit ernstem Blick ansieht. Links oben im Bild befindet sich der gelb-blaue Schriftzug Dr. Dre, während der Titel Dre Day in Weiß am unteren Bildrand steht. Der Hintergrund ist grau gehalten.

### Titellisten
Single
1. Dre Day (Radioversion) – 4:52
2. Puffin’ on Blunts and Drankin’ Tanqueray (feat. The Lady of Rage, Dat Nigga Daz & Kurupt) – 11:16

Maxi
1. Dre Day (Radioversion) – 4:52
2. Dre Day (UK Radio Flavour) – 4:56
3. Dre Day (Extended Club Mix) – 9:53
4. Dre Day (UK Flavour) – 4:58
5. Dre Day (Instrumental) – 4:52
6. Dre Day (LP-Version) – 4:52

LP
1. Dre Day (LP-Version) – 4:52
2. Dre Day (Radio Mix) – 4:52
3. Puffin’ on Blunts and Drankin’ Tanqueray (feat. The Lady of Rage, Dat Nigga Daz & Kurupt) – 12:00
4. Dre Day (Extended Club Mix) – 10:00
5. One Eight Seven (feat. Snoop Doggy Dogg) – 5:52

### Chartplatzierungen
Fuck wit Dre Day (And Everybody’s Celebratin’) erreichte Platz acht in den US-amerikanischen Singlecharts und konnte sich 20 Wochen in den Top 100 halten. Im Vereinigten Königreich belegte das Lied Rang 59 und war zwei Wochen in den Charts vertreten.
| ChartsChartplatzierungen       | Höchstplatzierung | Wochen |
| ------------------------------ | ----------------- | ------ |
| Vereinigte Staaten (Billboard) | 8 (20 Wo.)        | 20     |
| Vereinigtes Königreich (OCC)   | 59 (2 Wo.)        | 2      |

### Auszeichnungen für Musikverkäufe
Fuck wit Dre Day (And Everybody’s Celebratin’) erhielt noch im Jahr 1993 in den Vereinigten Staaten für mehr als 800.000 verkaufte Einheiten eine Goldene Schallplatte.
| Land/Region               | Auszeichnungen für Musikverkäufe (Land/Region, Auszeichnung, Verkäufe) | Verkäufe |
| ------------------------- | ---------------------------------------------------------------------- | -------- |
| Vereinigte Staaten (RIAA) | Gold                                                                   | 800.000  |
| Insgesamt                 | 1× Gold ·                                                              | 800.000  |

Hauptartikel: Dr. Dre/Auszeichnungen für Musikverkäufe

## Reaktionen
Eazy-E reagierte auf den Disstrack mit der 1993 erschienenen EP It’s On (Dr. Dre) 187um Killa und insbesondere dem darauf enthaltenen und als Single veröffentlichten Song Real Muthaphuckkin G’s, an dem auch die Rapper Gangsta Dresta und BG. Knocc Out beteiligt sind.